# 視聴覚的実演に関する北京条約
視聴覚的実演に関する北京条約（しちょうかくてきじつえんにかんするペキンじょうやく、英: Beijing Treaty on Audiovisual Performances）は、世界知的所有権機関（WIPO）が管理する視聴覚的実演に関連する著作隣接権の国際的な保護に関する条約である。2012年6月26日に中華人民共和国の北京で作成された。

## 概要
著作隣接権とは、著作者ではないが、著作物の伝達に重要な役割を果たす実演家、レコード製作者、放送機関等に認められる権利である（例えば、音楽の場合、作詞家や作曲家が著作者である一方、歌手、演奏家、レコード会社、ラジオ放送局等に著作隣接権が認められる）。著作隣接権保護の国際的な枠組みとしては、1961年に実演家、レコード製作者及び放送機関の保護に関する国際条約（ローマ条約）が作成され、1996年にはデジタル化、ネットワーク化などの情報通信技術の発達に対応した実演及びレコードに関する世界知的所有権機関条約（WPPT）が作成されている。しかし、これらの条約で保護の対象とされた実演は、主として音楽の演奏等の聴覚的実演のみであって、映画における俳優等の視聴覚的実演については限定的な保護しか与えられていなかった。
1996年の著作権に関する世界知的所有権機関条約（WCT）及びWPPT作成後には、視聴覚的実演や放送機関の保護に関する条約の交渉の気運が高まり、2000年12月にはジュネーヴで視聴覚的実演の保護に関する条約の外交会議が開催されたが、実演家の権利を映画製作者に移転することを条約上の義務とするか否かで意見が分かれ、条約作成には至らなかった。
しかしながら、2009年以降、映画製作者が強い影響力を持つ米国で実演家への権利付与について柔軟な姿勢が見られるようになった結果、実演家の権利を映画製作者に移転することを国内法で規定するか否かを締約国に委ねるとの規定で合意が得られる目途がつき、2012年6月に開催された外交会議でこの条約が作成されるに至った。
なお、外交会議が開催された当初の条約案では、条約の名称はWCTやWPPTに倣って視聴覚的実演に関する世界知的所有権機関条約（WIPO Audiovisual Performances Treaty）とされていたが、最終的には開催地の名を冠して視聴覚的実演に関する北京条約（Beijing Treaty on Audiovisual Performances）とされた。
外交会議には、メリル・ストリープ、ソニア・ブラガ、梅葆玖、ハビエル・バルデム、アントニオ・バンデラスらの多くの俳優が出席して、条約の必要性を訴えた。

## 日本国における国内手続
日本国においては、2014年3月11日の閣議で「視聴覚的実演に関する北京条約の締結について国会の承認を求めるの件」が決定され、同日衆議院へ提出された
条約の承認案件は、衆議院においては、4月18日に外務委員会で、4月22日に衆議院本会議で全会一致で可決され、参議院へ送付された。参議院においては5月20日に外務委員会で可決され、5月21日の本会議での採決が予定されていたが、別の法案をめぐる混乱で採決前に本会議が散会した影響で、衆議院の議決から30日が経過し日本国憲法第61条の規定に基づき自然承認となった。
条約の実施に必要な国内法改正は、2014年3月14日の閣議で「著作権法の一部を改正する法律案」が決定され、同日衆議院へ提出された。
法案は、衆議院においては、4月4日に文部科学委員会で、4月8日に衆議院本会議で全会一致で可決され、参議院へ送付された。参議院においては4月24日に外務委員会で、4月25日の参議院本会議で全会一致で可決され、5月14日に法律第35号として公布された。　
条約の国会の承認後、6月10日に批准書を寄託。2020年4月28日付官報号外第89号において、令和2年条約第1号として公布された。

## 効力発生
この条約は、30ヶ国・機関による批准または加入から3ヶ月後に効力を発生する。条約の発効後批准または加入した場合は、当該国についてその批准または加入後3ヶ月後に効力を発生する。この条約の批准または加入手続をとれるのは、WIPOの加盟国と、この条約が加盟国を拘束すること等を宣言し、総会で認められた政府間機関である。欧州連合は外交会議において上記の宣言を行ったため、この条約を締結することができる。この条約は2020年10月現在、74ヶ国が署名し、35ヶ国（うち中央アフリカについては、2020年11月19日、サントメプリンシペについてはが2012年1月15日に発効）が批准または加入手続を完了している。